# Groby w Lasach Kobylnickich
Groby w Lasach Kobylnickich – zespół nekropolijny położony w kompleksie leśnym pomiędzy Kobylnikami a Jaryszewem w gminie Obrzycko (bliżej tej drugiej miejscowości, skąd dojście za tablicami).
Na zespół składają się dwa groby masowe nieustalonych z tożsamości Polaków, straconych przez okupanta niemieckiego w latach 1939–1943 (a według tablic do 1945). Zamordowano tutaj około 2000 osób, częściowo z więzień we Wronkach i Szamotułach. W odnalezionych grobach natrafiono tylko na część ciał (około 1100 osób). W 1944 oddziały Gestapo, celem zatarcia śladów zbrodni, odkopały część zwłok i spaliły je. 
Na grobach znajdują się głazy pamiątkowe (1960) z tablicami i krzyże. Zespół Szkół z Obrzycka organizuje coroczny rajd turystyczny upamiętniający wydarzenia. Dojście jest oznaczone specjalnymi tablicami. W pobliżu przebiega  czerwony szlak turystyczny z Obrzycka do Słopanowa. 